# Конькобежный спорт на зимней Универсиаде 2013
Соревнования по конькобежному спорту в рамках зимней Универсиады 2013 года прошли с 13 по 19 декабря 2013 года на открытом катке Ice Rink Piné в итальянском местечке Базельга-ди-Пине провинции Трентино. Разыгрывалось 12 комплектов наград: на дистанциях 500, 1000, 1500, 5000 м у мужчин и женщин, 3000 м у женщин и 10000 м у мужчин, а также в командных забегах на 6 кругов у женщин и на 8 кругов у мужчин.

## Программа
| Дата       | Мужчины         | Женщины         |
| ---------- | --------------- | --------------- |
| 13 декабря | 5000 м          | 1500 м          |
| 14 декабря | 2×500 м         | 3000 м          |
| 15 декабря | 1500 м          | 2×500 м         |
| 17 декабря | 1000 м          | 5000 м          |
| 18 декабря | 10000 м         | 1000 м          |
| 19 декабря | Командная гонка | Командная гонка |

## Медалисты

### Мужчины
| Дистанция             | Золото                                              | Золото     | Серебро                                                             | Серебро  | Бронза                                                         | Бронза   |
| --------------------- | --------------------------------------------------- | ---------- | ------------------------------------------------------------------- | -------- | -------------------------------------------------------------- | -------- |
| 2×500 м см. подробнее | Цубаса Хасэгава Япония                              | 71,000     | Мирко Ненци Италия                                                  | 71,250   | Ким Сон Гю Республика Корея                                    | 71,360   |
| 1000 м см. подробнее  | Мирко Ненци Италия                                  | 1.09,32 UR | Ян Шиманьский Польша                                                | 1.10,30  | Сун Цинъян Тайвань                                             | 1.10,64  |
| 1500 м см. подробнее  | Ян Шиманьский Польша                                | 1.47,80    | Мирко Ненци Италия                                                  | 1.48,54  | Чу Хён Джон Республика Корея                                   | 1.48,74  |
| 5000 м см. подробнее  | Ян Шиманьский Польша                                | 6.32,47    | Евгений Серяев Россия                                               | 6.34,10  | Ли Джин Ён Республика Корея                                    | 6.37,26  |
| 10000 м см. подробнее | Пим Каземир Нидерланды                              | 13.44,19   | Ли Джин Ён Республика Корея                                         | 13.48,32 | Евгений Серяев Россия                                          | 13.50,72 |
| Командная гонка       | Республика КореяЧу Хён Джон Ким Чхоль Мин Ко Пён Ук | 3.48,81    | РоссияДмитрий Федотов Кирилл Голубев Евгений Серяев Алексей Суворов | 3.57,96  | ИталияЯн Далдосси Андреа Джованнини Мирко Ненци Андреа Стефани | 3.53,34  |

### Женщины
| Дистанция             | Золото                                         | Золото     | Серебро                                  | Серебро | Бронза                                                                | Бронза  |
| --------------------- | ---------------------------------------------- | ---------- | ---------------------------------------- | ------- | --------------------------------------------------------------------- | ------- |
| 2×500 м см. подробнее | Ким Хён Юн Республика Корея                    | 79,030     | Пак Сын Джу Республика Корея             | 79,170  | Ан Джи Мин Республика Корея                                           | 79,450  |
| 1000 м см. подробнее  | Михо Такаги Япония                             | 1.19,58    | Ким Хён Юн Республика Корея              | 1.19,84 | Ангелина Голикова Россия                                              | 1.19,85 |
| 1500 м см. подробнее  | Ким Бо Рым Республика Корея                    | 2.02,19    | Наталья Червонка Польша                  | 2.02,33 | Евгения Дмитриева Россия                                              | 2.03,81 |
| 3000 м см. подробнее  | Мартина Сабликова Чехия                        | 4.13,72    | Ким Бо Рым Республика Корея              | 4.17,27 | Пак То Ён Республика Корея                                            | 4.19,05 |
| 5000 м см. подробнее  | Мартина Сабликова Чехия                        | 7.05,17 UR | Ким Бо Рым Республика Корея              | 7.17,82 | Пак То Ён Республика Корея                                            | 7.26,58 |
| Командная гонка       | Республика КореяКим Бо Рым Пак То Ён Ян Син Ён | 3.06,53    | ЯпонияЮка Абэ Тинацу Нагая Нана Такахаси | 3.11,39 | ИталияФранческа Беттроне Франческа Лоллобриджида Джулия Лоллобриджида | 3.13,07 |

## Участники
В соревнованиях на Универсиаде 2013 года приняли участие 115 конькобежцев из 16 стран:

| - Австрия (1) - Беларусь (1) - Венгрия (3) - Германия (2) - Италия (9) - Китай (9) - Нидерланды (7) - Норвегия (8) | - Польша (14) - Россия (18) - Тайвань (1) - Финляндия (4) - Чехия (2) - Эстония (1) - Республика Корея (15) - Япония (20) |

## Медальный зачёт
| Место | Страна           | Золото | Серебро | Бронза | Всего |
| ----- | ---------------- | ------ | ------- | ------ | ----- |
| 1     | Республика Корея | 4      | 5       | 6      | 15    |
| 2     | Польша           | 2      | 2       | 0      | 4     |
| 3     | Япония           | 2      | 1       | 0      | 3     |
| 4     | Чехия            | 2      | 0       | 0      | 2     |
| 5     | Италия           | 1      | 2       | 2      | 5     |
| 6     | Нидерланды       | 1      | 0       | 0      | 1     |
| 7     | Россия           | 0      | 2       | 3      | 5     |
| 8     | Тайвань          | 0      | 0       | 1      | 1     |
| Всего | Всего            | 12     | 12      | 12     | 36    |